# Urmein
Urmein (rätoromanisch Urmagn) ist eine politische Gemeinde der Region Viamala des Kantons Graubünden in der Schweiz.

## Geographie
Urmein ist ein Haufendorf am Heinzenberg und liegt westlich von Thusis. Südlich des Dorfs fliesst der Nolla durch ein tief eingeschnittenes Tobel, und westlich davon erhebt sich der Glaser Grat (2124 m). Jenseits des Nollatobels steigt das Gemeindegebiet bis in die Nähe des Zwölfihorns (2280 m) an. Zu Urmein gehört das Feriendorf Oberurmein (1527–1609 m).
Vom gesamten Gemeindegebiet von 435 ha sind 172 ha bewaldet und 34 ha Gebirge. Der landwirtschaftlich nutzbare Boden umfasst 204 ha, von denen nur ein kleiner Teil als Maiensässen bewirtschaftet werden. Die restlichen 25 ha sind Siedlungsfläche.

## Geschichte
1156 wurde der Ort als Hof de Ormen erwähnt. Mitte des 12. Jahrhunderts gehörte Urmein als Teil des Grosshofes Flerden dem Kloster Cazis. Landesherren waren bis 1337 die Vazer, dann die Werdenberger sowie Rhäzünser, ab 1475 der Bischof von Chur. Die durchgreifende Germanisierung ging vom höher gelegenen Tschappina aus.

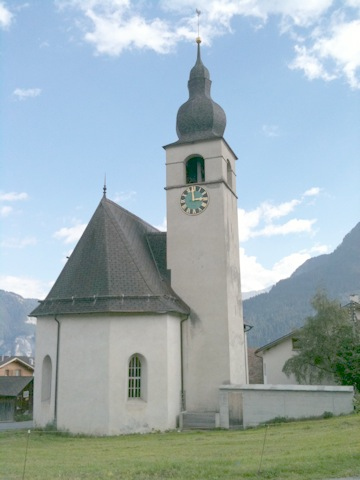
Reformierte Kirche Urmein

Kirchgenössig waren die Bewohner Urmeins in Portein. Die Reformation wurde 1530 bis 1540 eingeführt. 1670 löste sich Urmein mit Flerden von Portein; die Kirche Urmein wurde 1720 bis 1722 gebaut. Seit 1725 ist Urmein eine eigene Kirchgemeinde. Die letzten bischöflichen Rechte wurden 1709 ausgekauft. Bis 1851 bildete Urmein eine Nachbarschaft der Gerichtsgemeinde Heinzenberg und gehörte bis 2000 zum Bezirk Heinzenberg.
Starke Rutschungen gefährden das Gebiet der Nolla unter dem Dorf. Die Fahrstrasse nach Thusis wurde 1900/1901 angelegt. Bis in die 1970er Jahre betrieben die Einwohner neben der Viehwirtschaft auch etwas Ackerbau. Die Melioration mit Aussensiedlungshöfen erfolgte nach 1960. Die Konzentration der Ferienhäuser in Oberurmein ermöglichte im Dorfkern die Erhaltung des traditionellen Erscheinungsbilds.

## Wappen
| Wappen von Urmein | Blasonierung: «In Rot ein halber goldener (gelber) Löwe mit goldenem Pfeil in der rechten Pranke»                                                                   |
| Wappen von Urmein | Abwandlung des Wappens der Familie Dönz, die den Löwen mit dem Pfeil im blauen Feld führte. Die Farben richten sich nach dem alten Gerichtswappen des Heinzenbergs. |

## Bevölkerung
| Jahr      | 1803 | 1850 | 1900 | 1950 | 1980 | 1990 | 2000 | 2005 | 2016 | 2020 |
| Einwohner | 158  | 133  | 89   | 90   | 76   | 81   | 81   | 98   | 147  | 150  |

### Sprachen
Ursprünglich sprachen die Bewohner Sutselvisch, eine bündnerromanische Mundart. Doch bereits im Mittelalter wechselten sie unter dem Einfluss der Walser von Tschappina zum Deutschen. Bis 1970 gab es durch Zuwanderung aus den romanischsprachigen Nachbardörfern eine sprachliche Minderheit. Seither ist die Gemeinde einsprachig. Dies belegt auch folgende Tabelle:
| Sprachen      | Volkszählung 1980 | Volkszählung 1980 | Volkszählung 1990 | Volkszählung 1990 | Volkszählung 2000 | Volkszählung 2000 |
| Sprachen      | Anzahl            | Anteil            | Anzahl            | Anteil            | Anzahl            | Anteil            |
| ------------- | ----------------- | ----------------- | ----------------- | ----------------- | ----------------- | ----------------- |
| Deutsch       | 73                | 96,05 %           | 79                | 97,53 %           | 80                | 98,77 %           |
| Rätoromanisch | 2                 | 2,63 %            | 2                 | 2,47 %            | 0                 | 0,00 %            |
| Einwohner     | 76                | 100 %             | 81                | 100 %             | 81                | 100 %             |

### Herkunft und Nationalität
Von den Ende 2005 98 Bewohnern waren 95 Schweizer Staatsangehörige.

## Sehenswürdigkeiten
Unter Denkmalschutz steht die reformierte Dorfkirche.